# عمار موصلی
ابوالقاسم عمار بن علی  الموصلی ( متوفی ۱۰۱۰ میلادی ) چشم پزشک مسلمان قرن یازدهم میلادی وی  مخترع سرنگ  و درمان استرابیسم انحراف چشم بود.

## زندگی و آثار
عمار در موصل متولد شد و بعداً به مصر رفت و در آنجا در زمان فرمانروایی خلیفه فاطمیون حاکم به عمرو الله ساکن شد و تنها کتاب خود را به نام کتاب  المنتخب فی علم العین را به او تقدیم کرد.
او مخترع سرنگ زیرپوستی شناخته می شود که از آن برای برداشتن آب مروارید ، عامل اصلی نابینایی استفاده می کرد.

## اختراع سرنگ
وی در مورد اختراع خود نوشت:

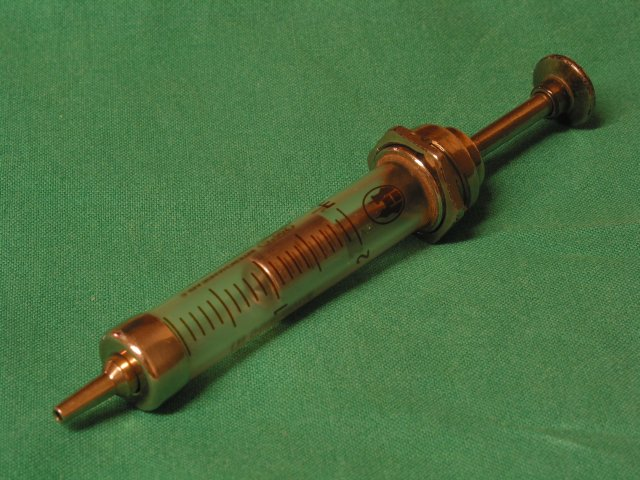
یک سرنگ عتیقه، که از فلز و شیشه ساخته شده است.

   سپس من سوزن توخالی را ساختم ، اما قبل از آمدن به  تیبریاس ، اصلاً روی هیچ کس کار نکردم. مردی برای عمل آمد که به من گفت: هر طور که دوست داری با من رفتار کن ، فقط من نمی توانم به پشت دراز بکشم. سپس او را با سوزن توخالی جراحی کردم و آب مروارید را خارج کردم. و بلافاصله دید و نیازی به دروغ گفتن نداشت ، اما هر طور که دوست داشت خوابید. فقط من چشمش را هفت روز پانسمان کردم. با این سوزن هیچ کس جلوتر از من نبود. من جراحیهای زیادی را با آن در مصر انجام دادم.

## نخستین درمان انحراف چشم
وی روشی را برای درمان تاری دید ناشی از انحراف دید در کودکان با پوشاندن چشم سالم ابداع کرد. موصلی از این نظر هزار سال از سایر چشم پزشکان جلوتر بود.
او معاصر چشم پزشک مشهور علی بن عیسی  کحال بود.